# Estación de Ahumada
Ahumada fue una estación de trenes que se encuentra en Villa Ahumada, Chihuahua. En 2023, tras la visita de autoridades, se busco crear un museo de la antigua Estación del Ferrocarril.

## Historia
La estación fue construida en terrenos que fueron de la Hacienda de San José, transferidos el 31 de marzo de 1881 por Mariano Samaniego al Ferrocarril Central Mexicano como derecho de camino para la construcción, mantenimiento y explotación por parte de dicha Compañía de un ferrocarril que transitaría de Paso del Norte (hoy Ciudad Juárez) a la Ciudad de México.